# Songjeong-dong, Ulsan
Songjeong-dong (koreanska: 송정동) är en stadsdel i staden Ulsan, i den sydöstra delen av Sydkorea, 300 km sydost om huvudstaden Seoul. Den ligger i stadsdistriktet Buk-gu. I stadsdelen ligger flygplatsen Ulsan Airport.